# Liste der Stolpersteine in Duisburg-Rheinhausen
Die Liste der Stolpersteine in Duisburg-Rheinhausen enthält alle Stolpersteine, die im Rahmen des gleichnamigen Projekts von Gunter Demnig in Duisburg-Rheinhausen verlegt wurden. Mit ihnen soll an Opfer des Nationalsozialismus erinnert werden, die in Duisburg lebten und wirkten. Es ist bekannt, dass etwa 1300 Juden zur Zeit des Nationalsozialismus in Duisburg lebten.

## Bergheim
| Adresse             | Name             | Verlege- datum | Inschrift                                                                                              | Bild | Anmerkung |
| ------------------- | ---------------- | -------------- | --- | ---- | --- |
| Grabenacker 122 ·   | Alfred Hitz      |                | HIER WOHNTE ALFRED HITZ JG. 1908 WIDERSTANDSKÄMPFER ERMORDET 1935 VON DER GESTAPO                      |      | |
| Schmiedestraße 15 · | Heinrich Bachler |                | HIER WOHNTE HEINRICH BACHLER JG. 1900 IM WIDERSTAND KZ BRAUWEILER KZ BORGERMOOR TOT 1944 AN HAFTFOLGEN |      | Heinrich Bachler wurde (als Mitglied der KPD) am Tag des Reichstagsbrandes in „Schutzhaft“ genommen und über das KZ Brauweiler ins KZ Börgermoor verbracht. Dort starb er am 14. Januar 1944 an den Folgen der unmenschlichen Haftbedingungen. |

## Friemersheim
| Adresse                 | Name               | Verlege- datum | Inschrift                                                                                                 | Bild                                                                                                  | Anmerkung |
| ----------------------- | ------------------ | -------------- | --- | --- | --- |
| Kaiserstraße 60 ·       | Sally Goldschmidt  | 20. Nov. 2006  | HIER WOHNTE SALLY GOLDSCHMIDT JG. 1871 DEPORTIERT 1941 RIGA ERMORDET 1944 KZ STUTTHOF                     | Stolpersteine in Duisburg: Sally Goldschmidt                                                          | Samuel "Sally" Goldschmidt wurde am 1. Juni 1871 in Bühne geboren, zwei Kinder sind bekannt: Walter (* 1903) und Thea (* 1905). Sally wurde am 11. Dezember 1941 ab Düsseldorf ins Ghetto Riga deportiert, wo er ermordet wurde. |
| Kaiserstraße 60 ·       | Walter Goldschmidt | 20. Nov. 2006  | HIER WOHNTE WALTER GOLDSCHMIDT JG. 1903 DEPORTIERT 1941 ERMORDET IN RIGA                                  | Stolpersteine in Duisburg: Walter Goldschmidt                                                         | Walter Goldschmidt wurde am 9. April 1903 als Sohn von Sally Goldschmidt in Krefeld geboren. Walter wurde am 11. Dezember 1941 ab Düsseldorf ins Ghetto Riga deportiert, wo er ermordet wurde. |
| Kaiserstraße 60 ·       | Thea Goldschmidt   | 20. Nov. 2006  | HIER WOHNTE THEA GOLDSCHMIDT JG. 1905 DEPORTIERT 1941 ERMORDET IN RIGA                                    | Stolpersteine in Duisburg: Thea Goldschmidt                                                           | Thea Goldschmidt wurde am 16. Mai 1905 als Tochter von Sally Goldschmidt in Krefeld geboren. Thea wurde am 11. Dezember 1941 ab Düsseldorf ins Ghetto Riga verbracht und von dort aus am 9. August 1944 ins KZ Stutthof deportiert, wo sie am 23. November 1944 umgebracht wurde.                                                        |
| Kronprinzenstraße 104 · | Moritz Rothschild  | vor 2010       | | Der Stein wurde am 26. Januar 2020 am Verlegungsort nicht vorgefunden, soll aber verlegt worden sein. | Moritz Rothschild wurde am 7. Februar 1872 in Rheinhausen geboren. Moritz wurde am 21. Juli 1942 ab Düsseldorf mit dem Transport VII/1, Zug Da 70, Nr. 720 ins Ghetto Theresienstadt verbracht und von dort aus am 21. September 1942 mit dem Transport Bp, Nr. 1090 ins Vernichtungslager Treblinka deportiert, wo er ermordet wurde.   |
| Wilhelmstraße 1 ·       | Gustav Rothschild  | 20. Nov. 2006  | HIER WOHNTE GUSTAV ROTHSCHILD JG. 1869 ENTRECHTET FLUCHT 1939 HOLLAND VERSTECKT BEFREIT 1944              | Stolpersteine in Duisburg: Gustav Rothschild                                                          | Gustav Rothschild wurde am 18. Dezember 1869 in Friemersheim geboren, als Beruf wird Metzger angegeben. Gustav heiratete Rose Schmelzer, drei Kinder sind bekannt: Friedrich, Kurt und Erich. Die Familie Rothschild emigrierte im Oktober 1939 in die Niederlande und überlebte die Shoa. Gustav verstarb am 15. Januar 1955 in Goirle. |
| Wilhelmstraße 1 ·       | Rose Rothschild    | 20. Nov. 2006  | HIER WOHNTE ROSE ROTHSCHILD GEB. SCHMELZER JG. 1878 ENTRECHTET FLUCHT 1939 HOLLAND VERSTECKT BEFREIT 1944 | Stolpersteine in Duisburg: Rose Rothschild                                                            | Rose Schmelzer wurde am 24. April 1878 in Hennweiler geboren. Sie heiratete Gustav Rothschild, drei Kinder sind bekannt: Friedrich, Kurt und Erich. Die Familie Rothschild emigrierte im Oktober 1939 in die Niederlande und überlebte die Shoa.                                                                                         |

## Hochemmerich
| Adresse                      | Name            | Verlege- datum | Inschrift                                                                         | Bild                                                                                                  | Anmerkung |
| ---------------------------- | --------------- | -------------- | --------------------------------------------------------------------------------- | --- | --- |
| Annastraße 2 ·               | Philipp Wallach | vor 2010       |                                                                                   | Der Stein wurde am 26. Januar 2020 am Verlegungsort nicht vorgefunden, soll aber verlegt worden sein. | Philipp Wallach wurde am 1. April 1889 als Sohn von Andreas Wallach und Eva Wallach, geb. Menken in Eilendorf geboren, er heiratete Ida Else Maria Leuschner. Philipp wurde am 15. Juni 1942 ins Vernichtungslager Sobibor verbracht und von dort aus im Jahr 1943 ins KZ Auschwitz deportiert, wo er am 8. August 1943 umgebracht wurde.                                                                                    |
| Friedrich-Alfred-Straße 53 · | Josef Nathan    | 20. Nov. 2006  | HIER WOHNTE JOSEF NATHAN JG. 1891 DEPORTIERT 1941 LODZ ERMORDET 1944 IN KAUFERING | Stolpersteine in Duisburg: Josef Nathan                                                               | Josef Nathan wurde am 17. April 1891 in Eiserfey geboren, er heiratete Recha Stessmann, ein Sohn ist bekannt: Albert. Josef wurde am 27. Oktober 1941 ab Düsseldorf mit dem Transport 13 ins Ghetto Litzmannstadt verbracht und im August 1944 weiter ins KZ Auschwitz deportiert. Von dort aus ging es am 1. September 1944 ins KZ Dachau, am 19. September 1944 wurde er im KZ-Außenlager Kaufering IV – Hurlach ermordet. |
| Friedrich-Alfred-Straße 53 · | Recha Nathan    | 20. Nov. 2006  | HIER WOHNTE RECHA NATHAN GEB. STESSMANN JG. 1895 DEPORTIERT 1941 ERMORDET IN LODZ | Stolpersteine in Duisburg: Recha Nathan                                                               | Recha Stessmann wurde am 13. Juli 1895 in Hallenberg geboren, als Beruf wird Hausfrau angegeben. Sie heiratete Josef Nathan, ein Sohn ist bekannt: Albert. Recha wurde am 27. Oktober 1941 ab Düsseldorf ins Ghetto Litzmannstadt verbracht. Von dort aus wurde sie im September 1942 ins Vernichtungslager Kulmhof deportiert, wo sie noch im gleichen Monat ermordet wurde.                                                |
| Friedrich-Alfred-Straße 53 · | Albert Nathan   | 20. Nov. 2006  | HIER WOHNTE ALBERT NATHAN JG. 1926 DEPORTIERT 1941 ERMORDET IN LODZ               | Stolpersteine in Duisburg: Albert Nathan                                                              | Albert Nathan wurde am 4. Juli 1926 als Sohn von Josef Nathan und Recha Nathan, geb. Stessmann in Gelsenkirchen geboren. Albert wurde am 27. Oktober 1941 ab Düsseldorf ins Ghetto Litzmannstadt deportiert, wo er am 15. Mai 1944 ermordet wurde. |

## Rheinhausen-Mitte
| Adresse         | Name         | Verlege- datum | Inschrift                                                                   | Bild                      | Anmerkung |
| --------------- | ------------ | -------------- | --------------------------------------------------------------------------- | ------------------------- | --- |
| Körnerplatz 1 · |              | 20. Nov. 2006  |                                                                             | Bild gesucht              | ein Kopfstein vor den sechs Stolpersteinen |
| Körnerplatz 1 · | Dina Schaub  | 20. Nov. 2006  | DINA SCHAUB GEB. DANIEL JG. 1883 DEPORTIERT 1943 ERMORDET 1943 IN AUSCHWITZ | Stolperstein Dina Schaub  | Dina Daniel wurde am 17. März 1883 in Friemersheim geboren. Im August 1943 wurde Dina von der Gestapo verhaftet und sofort ins KZ Auschwitz deportiert, wo sie am 12. September 1943 ermordet wurde. Der Stolperstein wurde vor dem Bezirksamt verlegt, da der eigentliche Wohnort Gaterweg 5 nicht zugänglich ist. |
| Körnerplatz 1 · | David Daniel | 20. Nov. 2006  | DAVID DANIEL JG. 1878 DEPORTIERT 1941 ERMORDET 1943 IN RIGA                 | Stolperstein David Daniel | David Daniel wurde am 8. Oktober 1878 als Sohn von Philip und Sarah David in Friemersheim geboren, als Beruf wird Metzger angegeben. Er heiratete Klara Kaufmann, drei Töchter sind bekannt: Hilde (* 1919), Grete (* 1923) und Erna (unbekannt, Überlebende der Schoah). Daniel wurde am 11. Dezember 1941 ab Düsseldorf ins Ghetto Riga deportiert, wo er ermordet wurde. Der Stolperstein wurde vor dem Bezirksamt verlegt, da der eigentliche Wohnort Gaterweg 5 nicht zugänglich ist.      |
| Körnerplatz 1 · | Klara Daniel | 20. Nov. 2006  | KLARA DANIEL GEB. KAUFMANN JG. 1893 DEPORTIERT 1941 ERMORDET IN RIGA        | Stolperstein Klara Daniel | Klara Kaufmann wurde am 23. Juli 1893 als Tochter von Salomon und Sarah Kaufmann in Hellenthal geboren, als Beruf wird Hausfrau angegeben. Sie heiratete David Daniel, drei Töchter sind bekannt: Hilde (* 1919), Grete (* 1923) und Erna (unbekannt, Überlebende der Schoah). Klara wurde am 11. Dezember 1941 ab Düsseldorf ins Ghetto Riga deportiert, wo sie ermordet wurde. Der Stolperstein wurde vor dem Bezirksamt verlegt, da der eigentliche Wohnort Gaterweg 5 nicht zugänglich ist. |
| Körnerplatz 1 · | Hilde Daniel | 20. Nov. 2006  | HILDE DANIEL JG. 1919 DEPORTIERT 1941 ERMORDET IN RIGA                      | Stolperstein Hilde Daniel | Hilde Daniel wurde am 4. Oktober 1919 als Tochter von David Daniel und Klara Daniel, geb. Kaufmann in Friemersheim geboren. Hilde wurde am 11. Dezember 1941 ab Düsseldorf ins Ghetto Riga deportiert, wo sie ermordet wurde. Der Stolperstein wurde vor dem Bezirksamt verlegt, da der eigentliche Wohnort Gaterweg 5 nicht zugänglich ist. |
| Körnerplatz 1 · | Grete Daniel | 20. Nov. 2006  | GRETE DANIEL JG. 1923 DEPORTIERT 1941 ERMORDET IN RIGA                      | Stolperstein Grete Daniel | Grete Daniel wurde am 12. Februar 1923 als Tochter von David Daniel und Klara Daniel, geb. Kaufmann in Rheinhausen geboren. Grete wurde am 11. Dezember 1941 ab Düsseldorf ins Ghetto Riga deportiert, wo sie ermordet wurde. Der Stolperstein wurde vor dem Bezirksamt verlegt, da der eigentliche Wohnort Gaterweg 5 nicht zugänglich ist. |
| Körnerplatz 1 · | Simon Levy   | 20. Nov. 2006  | SIMON LEVY JG. 1885 DEPORTIERT 1941 ERMORDET IN RIGA                        | Stolperstein Simon Levy   | Simon Levy wurde am 31. März 1885 in Wevelinghoven geboren. Simon wurde am 11. Dezember 1941 ab Düsseldorf ins Ghetto Riga deportiert, wo er ermordet wurde. Der Stolperstein wurde vor dem Bezirksamt verlegt, da der eigentliche Wohnort Gaterweg 5 nicht zugänglich ist. |

## Rumeln-Kaldenhausen
| Adresse                   | Name          | Verlege- datum                                                                                  | Inschrift                                                              | Bild         | Anmerkung |
| ------------------------- | ------------- | ----------------------------------------------------------------------------------------------- | ---------------------------------------------------------------------- | ------------ | --------- |
| Düsseldorfer Straße 108 · | Paul Harff    |                                                                                                 | Hier wohnte Paul Harff Jg. 1902 deportiert 1942 Izbica für tot erklärt | Bild gesucht |           |
| Düsseldorfer Straße 108 · | Gertrud Harff | Hier wohnte Gertrud Harff geb. Kaufmann Jg. 1869 deportiert 1942 Theresienstadt für tot erklärt |                                                                        |              |           |